# S:t Anna församling

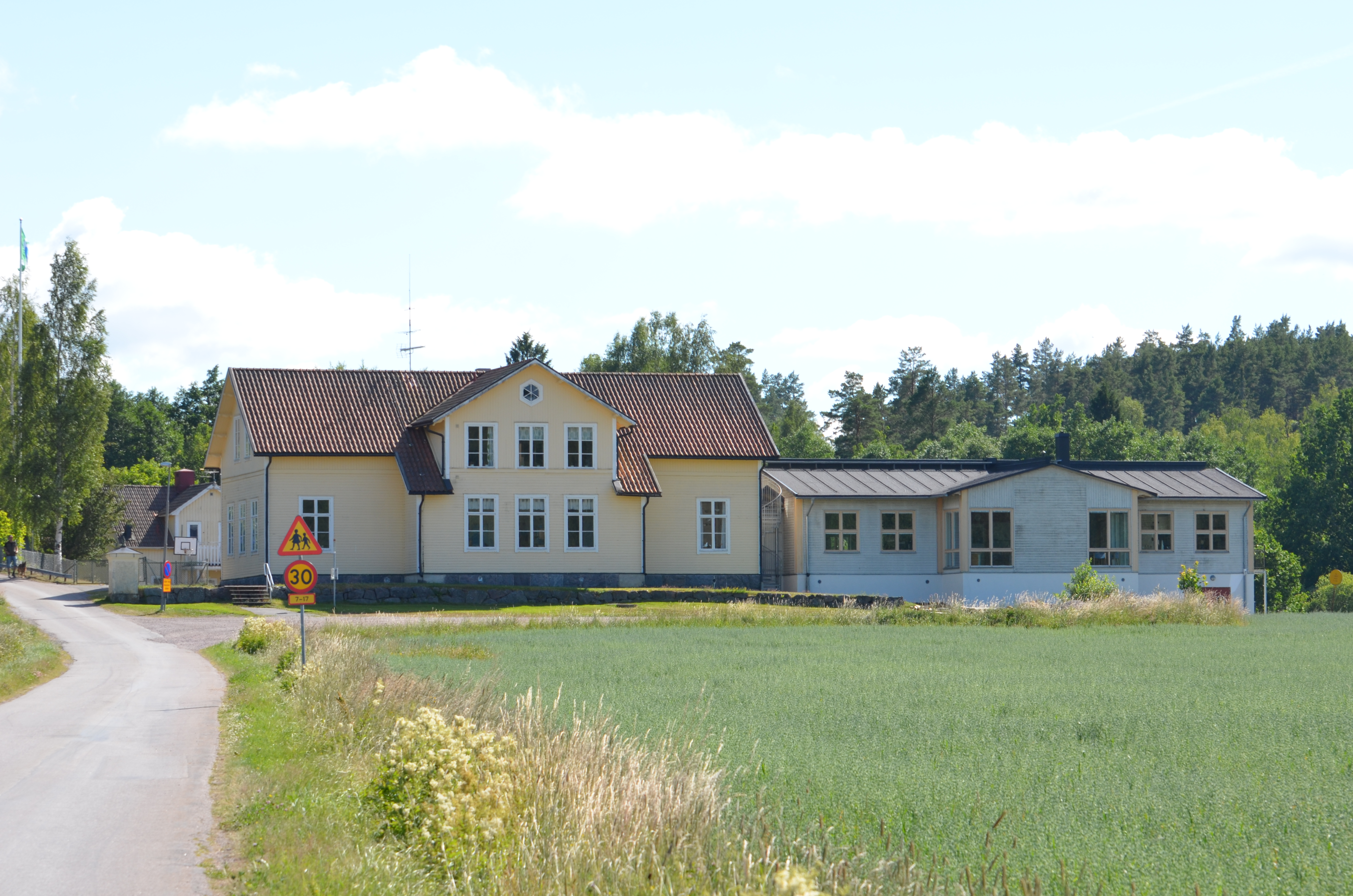
Kyrkskolan

S:t Anna församling var en församling i Linköpings stift inom Svenska kyrkan i Söderköpings kommun i Östergötlands län. Församlingen uppgick 1 januari 2010 i Söderköping S:t Anna församling.
Församlingen hade 2006 2 265 invånare.

## Administrativ historik
Församlingen bildades 1521 genom en utbrytning ur Skällviks församling och var därefter till 1 maj 1912 annexförsamling i pastoratet Skällvik och S:t Anna. Från 1 maj 1912 till 1 maj 1919 utgjorde församlingen ett eget pastorat. 1919 till 1944 var församlingen moderförsamling i pastoratet S:t Anna och Börrum. Från 1944 till 1962 utgjorde denna församling åter ett eget pastorat. Från 1962 till 2002 var församlingen moderförsamling i pastoratet S:t Anna, Mogata, Skällvik och Börrum. 2002 uppgick Börrums församling, Skällviks församling och Mogata församling i denna församling som då bildade ett eget pastorat innan den sedan 2010 uppgick i Söderköping S:t Anna församling.
Församlingskod var 058210 (före 2002 058208).

## Kyrkoherdar[3]
| Ämbetstid | Namn             | Levnadstid | Övrigt |
| --------- | ---------------- | ---------- | ------ |
| 1912-     | Karl Johan Lind  | 1852-1931  |        |
| 1940–1947 | Verner Värendh   | 1899–      | [ 4 ]  |
| 1976–1984 | Sven Jennerström | 1929–      | [ 5 ]  |

### Komministrar
| Ämbetstid | Namn                              | Levnadstid | Övrigt                                       |
| --------- | --------------------------------- | ---------- | -------------------------------------------- |
| 1593      | Andreas                           |            |                                              |
| 1605      | Ericus Martini Jersträd           |            |                                              |
| 1624      | Benedictus Erici                  |            | Senare komminister i Lommaryds församling.   |
| 1635–1637 | Joannes Magni Kierstadius         | 1593–1656  | Senare kyrkoherde i Västra Husby församling. |
| 1637      | Abrahamus Eosander                |            | Senare komminister i Svanshals församling.   |
| 1645–1648 | Petrus Corylander                 | 1612–1682  | Senare kyrkoherde i Kullerstads församling.  |
| 1648-1652 | Haquinus Suenonis Banghius (Bång) | -1652      |                                              |
| 1652-1654 | Andreas Jonae Schepperus          | -1654      |                                              |
| 1654-1659 | Jonas Nicolai Molilinus           | -1659      |                                              |
| 1659–1661 | Petrus Danielis                   | 1624–1687  | Senare kyrkoherde i Vallerstads församling.  |
| 1661-1663 | Andreas Petri Rignerus            | -1679      |                                              |
| 1663–1667 | Jacobus Ardeander                 | 1631–1695  | Senare kyrkoherde i Å församling.            |
| 1667–1671 | Andreas Hellman                   | 1634–1702  | Senare kyrkoherde i Ringarums församling.    |
| 1671-1691 | Johannes Corna eus                | -1691      |                                              |
| 1691-1692 | Petrus Johannis Landtman          | -1692      |                                              |
| 1695–1696 | Petrus Tollstadius                | 1651–1717  | Senare kyrkoherde i Kullerstads församling.  |
| 1696      | Bothvidus Hammarvik               |            | Senare kyrkoherde i Konungsunds församling.  |
| 1707-1728 | Petrus Kiihlman                   | 1666-1728  |                                              |
| 1730–1740 | Jacob Hagman                      | 1700–1758  | Senare kyrkoherde i Mogata församling.       |
| 1741–1759 | Daniel Nordstrand                 | 1701–1775  | Senare kyrkoherde i Skällviks församling.    |
| 1760–1782 | Sven Bergengren                   | 1718–1794  | Senare kyrkoherde i Gryts församling.        |
| 1782      | Jonas Engstrand                   |            | Senare kyrkoherde i Gladhammars församling.  |
| 1792-1801 | Pehr Dahlström                    | 1754-1801  |                                              |
| 1801      | Magnus Linde                      |            | Senare kyrkoherde i Björsäters församling.   |
| 1817-1855 | Nils Peter Hamler (Hammarvall)    | 1779-1855  |                                              |
| 1857–1867 | Karl Filip Linde                  | 1816–1882  | Senare kyrkoherde i Gammalkils församling.   |
| 1867-1911 | Carl Otto Palmgren                | 1835-1911  |                                              |

### Huspredikanter
Huspredikanter på Herrborum.
| Ämbetstid | Namn           | Levnadstid | Övrigt                                     |
| --------- | -------------- | ---------- | ------------------------------------------ |
| 1658      | Petrus Kihlman |            | Senare kyrkoherde i Gammalkils församling. |

Huspredikanter på Engelholm.
| Ämbetstid | Namn                     | Levnadstid | Övrigt                                |
| --------- | ------------------------ | ---------- | ------------------------------------- |
| 1824      | Matthias Israel Wikström |            | Senare kyrkoherde i Gryts församling. |

Huspredikanter på Torönsborg.
| Ämbetstid | Namn                      | Levnadstid | Övrigt                                    |
| --------- | ------------------------- | ---------- | ----------------------------------------- |
| 1775      | Anders Melin              |            | Senare kyrkoherde i Åtvids församling.    |
| 1782      | Carl Bergvall             |            | Senare kyrkoherde i Skeppsås församling.  |
| 1791      | Johan Brunnius            |            | Senare kyrkoherde i Skällviks församling. |
| 1792      | Benct Kuhlers             |            | Senare kyrkoherde i Vånga församling.     |
| 1798-1803 | Carl Gustaf Scharin       | 1768-1803  |                                           |
| 1803      | Fredrik Gustaf Waenerberg |            | Senare kyrkoherde i Vireda församling.    |

## Organister och klockare
| Ämbetstid | Namn             | Levnadstid | Kommentarer           |
| --------- | ---------------- | ---------- | --------------------- |
| 1709-1715 | Bengt Gihlbom    |            | Klockare              |
| 1751–1758 | Petter Mallmberg |            | Klockare              |
| 1760–1764 | Peter Wistedt    |            | Klockare              |
| 1770      | Carl Zetterberg  |            | Klockare              |
| 1783–1803 | Anders Rydberg   | 1749–      | Klockare              |
| 1813–1819 | Eric Högberg     | 1790–      | Klockare              |
| 1842–1885 | Wilhelm Forsman  | 1808–1885  | Organist och klockare |

## Kyrkor
- Capella Ecumenica
- Sankt Anna kyrka
- Sankt Anna gamla kyrka, och från 2002:
- Börrums kyrka
- Mogata kyrka
- Skällviks kyrka